# Lijst van wereldkampioenen curling mannen
Het wereldkampioenschap curling mannen wordt sinds 1959 gehouden. Hieronder volgt een lijst van de winnaars.

## Overzicht
| Jaar | Goud | Goud                                                                              | Zilver | Zilver                                                                                  | Brons | Brons                                                                                  |
| Jaar | Land | Team                                                                              | Land   | Team                                                                                    | Land  | Team                                                                                   |
| ---- | ---- | --------------------------------------------------------------------------------- | ------ | --------------------------------------------------------------------------------------- | ----- | -------------------------------------------------------------------------------------- |
| 1959 | CAN  | Ernie Richardson Arnold Richardson Sam Richardson Wes Richardson                  | SCO    | Willie Young John Pearson Jimmy Scott Bobby Young                                       |       |                                                                                        |
| 1960 | CAN  | Ernie Richardson Arnold Richardson Sam Richardson Wes Richardson                  | SCO    | Hugh Nielson Watson Yuill Tom Yuill Andrew Wilson                                       |       |                                                                                        |
| 1961 | CAN  | Hec Gervais Ray Werner Vic Raymer Wally Ursuliak                                  | SCO    | Willie McIntosh Andrew McLaren Jim Miller Bob Stirrat                                   | USA   | Frank Crealock Ken Sherwood John Jamieson Bud McCartney                                |
| 1962 | CAN  | Ernie Richardson Arnold Richardson Sam Richardson Wes Richardson                  | USA    | Dick Brown Terry Kleffman Fran Kleffman Nick Jerulle                                    | SCO   | Willie Young John Pearson Sandy Anderson Bobby Young                                   |
| 1963 | CAN  | Ernie Richardson Arnold Richardson Sam Richardson Mel Perry                       | SCO    | Chuck Hay John Bryden Alan Glen Jimmy Hamilton                                          | USA   | Mike Slyziuk Nelson Brown Ernie Slyziuk Walter Hubchick                                |
| 1964 | CAN  | Lyall Dagg Leo Hebert Fred Britton Barry Naimark                                  | SCO    | Alex F. Torrance Alex A. Torrance Bobby Kirkland Jimmy Waddell                          | USA   | Bob Magie, Jr. Bert Payne Russell Barber Britton Payne                                 |
| 1965 | USA  | Bud Somerville Bill Strum Al Gagne Tom Wright                                     | CAN    | Terry Braunstein Don Duguid Ron Braunstein Ray Turnbull                                 | SWE   | Tore Rydman Gunnar Kullendorf Sigurd Rydén Börje Holmgren                              |
| 1966 | CAN  | Ron Northcott George Fink Bernie Sparkes Fred Storey                              | SCO    | Chuck Hay John Bryden Alan Glen David Howie                                             | USA   | Bruce Roberts Joe Zbacnik Gerry Toutant Mike O'Leary                                   |
| 1967 | SCO  | Chuck Hay John Bryden Alan Glen David Howie                                       | SWE    | Bob Woods Tod Åkerlund Bengt af Kleen Ove Söderström                                    | USA   | Bruce Roberts Tom Fitzpatrick John Wright Doug Walker                                  |
| 1968 | CAN  | Ron Northcott Jimmy Shields Bernie Sparkes Fred Storey                            | SCO    | Chuck Hay John Bryden Alan Glen David Howie                                             | USA   | Bud Somerville Bill Strum Al Gagne Tom Wright                                          |
| 1969 | CAN  | Ron Northcott Dave Gerlach Bernie Sparkes Fred Storey                             | USA    | Bud Somerville Bill Strum Franklin Bradshaw Gene Overson                                | SCO   | Bill Muirhead George Haggart Derek Scott Alec Young                                    |
| 1970 | CAN  | Don Duguid Rod Hunter Jim Pettapiece Bryan Wood                                   | SCO    | Bill Muirhead George Haggart Derek Scott Murray Melville                                | SWE   | Claes Källén Christer Källén Sture Lindén Tom Schaeffer                                |
| 1971 | CAN  | Don Duguid Rod Hunter Jim Pettapiece Bryan Wood                                   | SCO    | James Sanderson Willie Sanderson Iain Baxter Colin Baxter                               | USA   | Dale Dalziel Dennis Melland Clark Sampson Rodney Melland                               |
| 1972 | CAN  | Orest Meleschuk Dave Romano John Hanesiak Pat Hailley                             | USA    | Robert LaBonte Frank Aasand John Aasand Ray Morgan                                      | GER   | Manfred Räderer Peter Jacoby Peder Ledosquet Hansjörg Jacoby                           |
| 1973 | SWE  | Kjell Oscarius Bengt Oscarius Tom Schaeffer Boa Carlman                           | CAN    | Harvey Mazinke Billy Martin George Achtymichuk Dan Klippenstein                         | FRA   | Pierre Boan André Mabboux André Tronc Gerard Pasquier                                  |
| 1974 | USA  | Bud Somerville Bob Nichols Bill Strum Tom Locken                                  | SWE    | Jan Ullsten Tom Berggren Anders Grahn Roger Bredin                                      | SUI   | Peter Attinger, Jr. Bernhard Attinger Mattias Neuenschwander Jürg Geiler               |
| 1975 | SUI  | Otto Danieli Roland Schneider Rolf Gautschi Ueli Mülli                            | USA    | Ed Risling Charles Lundgren Gary Schnee Dave Tellvik                                    | CAN   | Bill Tetley Rick Lang Bill Hodgson Peter Hnatiw                                        |
| 1976 | USA  | Bruce Roberts Joe Roberts Gery Kleffman Jerry Scott                               | SCO    | Bill Muirhead Derek Scott Len Dudman Roy Sinclair                                       | SUI   | Adolf Aerni Martin Sägesser Martin Plüss Robert Stettler                               |
| 1977 | SWE  | Ragnar Kamp Håkan Rudström Björn Rudström Christer Mårtensson                     | CAN    | Jim Ursel Art Lobel Don Aitken Brian Ross                                               | SCO   | Ken Horton Willie Jamieson Keith Douglas Richard Harding                               |
| 1978 | USA  | Bob Nichols Bill Strum Tom Locken Bob Christman                                   | NOR    | Kristian Sørum Morten Sørum Eigil Ramsfjell Gunnar Meland                               | CAN   | Ed Lukowich Mike Chernoff Dave Johnston Ron Schindle                                   |
| 1979 | NOR  | Kristian Sørum Morten Sørum Eigil Ramsfjell Gunnar Meland                         | SUI    | Peter Attinger, Jr. Bernhard Attinger Mathias Neuenschwander Reudi Attinger             | CAN   | Barry Fry Bill Carey Gordon Sparkes Bryan Wood                                         |
| 1980 | CAN  | Rick Folk Ron Mills Tom Wilson Jim Wilson                                         | NOR    | Kristian Sørum Eigil Ramsfjell Gunnar Meland Harald Ramsfjell                           | SUI   | Jürg Tanner Jürg Hornisberger Franz Tanner Patrik Lörtscher                            |
| 1981 | SUI  | Jürg Tanner Jürg Hornisberger Patrik Lörtscher Franz Tanner                       | USA    | Bob Nichols Bud Somerville Bob Christman Bob Buchanan                                   | CAN   | Kerry Burtnyk Mark Olson Jim Spencer Ron Kammerlock                                    |
| 1982 | CAN  | Al Hackner Rick Lang Bob Nicol Bruce Kennedy                                      | SUI    | Jürg Tanner Jürg Hornisberger Patrik Lörtscher Franz Tanner                             | GER   | Keith Wendorf Hans Dieter Kiesel Sven Saile Heiner Martin                              |
| 1983 | CAN  | Ed Werenich Paul Savage John Kawaja Neil Harrison                                 | GER    | Keith Wendorf Hans Dieter Kiesel Sven Saile Heiner Martin                               | NOR   | Eigil Ramsfjell Sjur Loen Gunnar Meland Bo Bakke                                       |
| 1984 | NOR  | Eigil Ramsfjell Sjur Loen Gunnar Meland Bo Bakke                                  | SUI    | Peter Attinger Bernhard Attinger Werner Attinger Kurt Attinger                          | SWE   | Connie Östlund Per Lindeman Carl von Wendt Bo Andersson                                |
| 1985 | CAN  | Al Hackner Rick Lang Ian Tetley Pat Perroud                                       | SWE    | Stefan Hasselborg Mikael Hasselborg Hans Nordin Lars Wernblom                           | DEN   | Hans Gufler Steen Hansen Michael Sindt Frants Gufler                                   |
| 1986 | CAN  | Ed Lukowich John Ferguson Neil Houston Brent Syme                                 | SCO    | David Smith Hammy McMillan Mike Hay Peter Smith                                         | USA   | Steve Brown Wally Henry George Godfrey Richard Maskel                                  |
| 1987 | CAN  | Russ Howard Glenn Howard Tim Belcourt Kent Carstairs                              | GER    | Rodger Schmidt Wolfgang Burba Johnny Jahr Hans-Joachim Burba                            | NOR   | Eigil Ramsfjell Sjur Loen Morten Søgaard Bo Bakke                                      |
| 1988 | NOR  | Eigil Ramsfjell Sjur Loen Morten Søgaard Bo Bakke                                 | CAN    | Pat Ryan Randy Ferbey Don Walchuk Don McKenzie                                          | SCO   | David Smith Mike Hay Peter Smith David Hay                                             |
| 1989 | CAN  | Pat Ryan Randy Ferbey Don Walchuk Don McKenzie Murray Ursuliak                    | SUI    | Patrick Hürlimann Andreas Hänni Patrik Lörtscher Maro Gross                             | NOR   | Eigil Ramsfjell Sjur Loen Morten Søgaard Bo Bakke Morten Skaug                         |
| 1989 | CAN  | Pat Ryan Randy Ferbey Don Walchuk Don McKenzie Murray Ursuliak                    | SUI    | Patrick Hürlimann Andreas Hänni Patrik Lörtscher Maro Gross                             | SWE   | Thomas Norgren Jan-Olov Nässén Anders Lööf Mikael Ljungberg Peter Cederwall            |
| 1990 | CAN  | Ed Werenich John Kawaja Ian Tetley Pat Perroud Neil Harrison                      | SCO    | David Smith Mike Hay Peter Smith David Hay                                              | DEN   | Tommy Stjerne Per Berg Peter Andersen Ivan Frederiksen Anders Søderblom                |
| 1990 | CAN  | Ed Werenich John Kawaja Ian Tetley Pat Perroud Neil Harrison                      | SCO    | David Smith Mike Hay Peter Smith David Hay                                              | SWE   | Lars-Åke Nordström Christer Ödling Peder Flemström Peter Nenzén Anders Gidlund         |
| 1991 | SCO  | David Smith Graeme Connal Peter Smith David Hay Mike Hay                          | CAN    | Kevin Martin Kevin Park Dan Petryk Don Bartlett Jules Owchar                            | NOR   | Eigil Ramsfjell Sjur Loen Niclas Järund Morten Skaug Dagfinn Loen                      |
| 1991 | SCO  | David Smith Graeme Connal Peter Smith David Hay Mike Hay                          | CAN    | Kevin Martin Kevin Park Dan Petryk Don Bartlett Jules Owchar                            | USA   | Steve Brown Paul Pustovar George Godfrey Wally Henry Mike Fraboni                      |
| 1992 | SUI  | Markus Eggler Frédéric Jean Stefan Hofer Björn Schröder                           | SCO    | Hammy McMillan Norman Brown Gordon Muirhead Roger McIntyre                              | CAN   | Vic Peters Dan Carey Chris Neufeld Don Rudd                                            |
| 1992 | SUI  | Markus Eggler Frédéric Jean Stefan Hofer Björn Schröder                           | SCO    | Hammy McMillan Norman Brown Gordon Muirhead Roger McIntyre                              | USA   | Doug Jones Jason Larway Joel Larway Tom Violette                                       |
| 1993 | CAN  | Russ Howard Glenn Howard Wayne Middaugh Peter Corner Larry Merkley                | SCO    | David Smith Graeme Connal Peter Smith David Hay Gordon Muirhead                         | SUI   | Dieter Wüest Jens Piesbergen Peter Grendelmeier Simon Roth Martin Zürrer               |
| 1993 | CAN  | Russ Howard Glenn Howard Wayne Middaugh Peter Corner Larry Merkley                | SCO    | David Smith Graeme Connal Peter Smith David Hay Gordon Muirhead                         | USA   | Scott Baird Pete Fenson Mark Haluptzok Tim Johnson Dan Haluptzok                       |
| 1994 | CAN  | Rick Folk Pat Ryan Bert Gretzinger Gerry Richard Ron Steinhauer                   | SWE    | Jan-Olov Nässén Anders Lööf Mikael Ljungberg Leif Sätter Örjan Jonsson                  | GER   | Andy Kapp Uli Kapp Oliver Axnick Holger Höhne Michael Schäffer                         |
| 1994 | CAN  | Rick Folk Pat Ryan Bert Gretzinger Gerry Richard Ron Steinhauer                   | SWE    | Jan-Olov Nässén Anders Lööf Mikael Ljungberg Leif Sätter Örjan Jonsson                  | SUI   | Markus Eggler Dominic Andres Stefan Hofer Björn Schröder Martin Zürrer                 |
| 1995 | CAN  | Kerry Burtnyk Jeff Ryan Rob Meakin Keith Fenton Denis Fillion                     | SCO    | Gordon Muirhead Peter Loudon Robert Kelly Russell Keiller Graeme Connal                 | GER   | Andy Kapp Uli Kapp Oliver Axnick Holger Höhne Michael Schäffer                         |
| 1996 | CAN  | Jeff Stoughton Ken Tresoor Garry Van Den Berghe Steve Gould Darryl Gunnlaugson    | SCO    | Warwick Smith David Smith Peter Smith David Hay Richard Dickson                         | SUI   | Patrick Hürlimann Patrik Lörtscher Daniel Gutknecht Diego Perren Stephan Keiser        |
| 1997 | SWE  | Peter Lindholm Tomas Nordin Magnus Swartling Peter Narup Marcus Feldt             | GER    | Andy Kapp Oliver Axnick Holger Höhne Michael Schäffer Keith Wendorf                     | SCO   | Hammy McMillan Norman Brown Mike Hay Brian Binnie Peter Loudon                         |
| 1998 | CAN  | Wayne Middaugh Graeme McCarrel Ian Tetley Scott Bailey Dave Carruthers            | SWE    | Peter Lindholm Tomas Nordin Magnus Swartling Peter Narup Marcus Feldt                   | FIN   | Markku Uusipaavalniemi Wille Mäkelä Tommi Häti Jari Laukkanen Jussi Uusipaavalniemi    |
| 1999 | SCO  | Hammy McMillan Warwick Smith Ewan MacDonald Peter Loudon Gordon Muirhead          | CAN    | Jeff Stoughton Jon Mead Garry Van Den Berghe Doug Armstrong Steve Gould                 | SUI   | Patrick Hürlimann Dominic Andres Martin Romang Diego Perren Patrik Lörtscher           |
| 2000 | CAN  | Greg McAulay Brent Pierce Bryan Miki Jody Sveistrup Darin Fenton                  | SWE    | Peter Lindholm Tomas Nordin Magnus Swartling Peter Narup Marcus Feldt                   | FIN   | Markku Uusipaavalniemi Wille Mäkelä Tommi Häti Jari Laukkanen Perttu Piilo             |
| 2001 | SWE  | Peter Lindholm Tomas Nordin Magnus Swartling Peter Narup Anders Kraupp            | SUI    | Andreas Schwaller Markus Eggler Damian Grichting Marco Ramstein Christof Schwaller      | NOR   | Pål Trulsen Lars Vågberg Flemming Davanger Bent Ånund Ramsfjell Tore Torvbråten        |
| 2002 | CAN  | Dave Nedohin Randy Ferbey Scott Pfeifer Marcel Rocque Dan Holowaychuk             | NOR    | Pål Trulsen Lars Vågberg Flemming Davanger Bent Ånund Ramsfjell Neils Siggard Andersen  | SCO   | Warwick Smith Norman Brown Ewan MacDonald Peter Loudon Tom Brewster, Jr.               |
| 2003 | CAN  | David Nedohin Randy Ferbey Scott Pfeifer Marcel Rocque Dan Holowaychuk            | SUI    | Ralph Stöckli Claudio Pescia Pascal Sieber Simon Strübin Marco Battilana                | NOR   | Pål Trulsen Lars Vågberg Flemming Davanger Bent Ånund Ramsfjell Neils Siggard Andersen |
| 2004 | SWE  | Peter Lindholm Tomas Nordin Magnus Swartling Peter Narup Anders Kraupp            | GER    | Sebastian Stock Daniel Herberg Stephan Knoll Patrick Hoffman Markus Messenzehl          | CAN   | Mark Dacey Bruce Lohnes Rob Harris Andrew Gibson Mathew Harris                         |
| 2005 | CAN  | David Nedohin Randy Ferbey Scott Pfeifer Marcel Rocque Dan Holowaychuk            | SCO    | David Murdoch Craig Wilson Neil Murdoch Euan Byers Ewan MacDonald                       | GER   | Andy Kapp Uli Kapp Oliver Axnick Holger Höhne Andreas Kempf                            |
| 2006 | SCO  | David Murdoch Ewan MacDonald Warwick Smith Euan Byers John Kingston               | CAN    | Jean-Michel Ménard François Roberge Éric Sylvain Maxime Elmaleh Jean Gagnon             | NOR   | Thomas Ulsrud Torger Nergård Thomas Due Jan Thoresen Christoffer Svae                  |
| 2007 | CAN  | Glenn Howard Richard Hart Brent Laing Craig Savill Steve Bice                     | GER    | Andy Kapp Uli Kapp Andreas Lang Andreas Kempf Holger Höhne                              | USA   | Todd Birr Bill Todhunter Greg Johnson Kevin Birr Zach Jacobson                         |
| 2008 | CAN  | Kevin Martin John Morris Marc Kennedy Ben Hebert Adam Enright                     | SCO    | David Murdoch Graeme Connal Peter Smith Euan Byers Peter Loudon                         | NOR   | Thomas Ulsrud Torger Nergård Christoffer Svae Havard Vad Petersson Thomas Due          |
| 2009 | SCO  | David Murdoch Ewan MacDonald Peter Smith Euan Byers Graeme Connal                 | CAN    | Kevin Martin John Morris Marc Kennedy Ben Hebert Terry Meek                             | NOR   | Thomas Ulsrud Torger Nergård Christoffer Svae Havard Vad Petersson Thomas Løvold       |
| 2010 | CAN  | Kevin Koe Blake MacDonald Carter Rycroft Nolan Thiessen Jamie King                | NOR    | Torger Nergård Thomas Løvold Christoffer Svae Håvard Vad Petersson                      | SCO   | Warwick Smith David Smith Craig Wilson Ross Hepburn David Murdoch                      |
| 2011 | CAN  | Jeff Stoughton Jon Mead Reid Carruthers Steve Gould Garth Smith                   | SCO    | Tom Brewster Greg Drummond Scott Andrews Michael Goodfellow Duncan Fernie               | SWE   | Niklas Edin Sebastian Kraupp Fredrik Lindberg Viktor Kjäll Oskar Eriksson              |
| 2012 | CAN  | Glenn Howard Wayne Middaugh Brent Laing Craig Savill Scott Howard                 | SCO    | Tom Brewster Greg Drummond Scott Andrews Michael Goodfellow David Edwards               | SWE   | Sebastian Kraupp Fredrik Lindberg Oskar Eriksson Viktor Kjäll Niklas Edin              |
| 2013 | SWE  | Niklas Edin Sebastian Kraupp Fredrik Lindberg Viktor Kjäll Oskar Eriksson         | CAN    | Brad Jacobs Ryan Fry E. J. Harnden Ryan Harnden Matt Dumontelle                         | SCO   | David Murdoch Tom Brewster Greg Drummond Scott Andrews Michael Goodfellow              |
| 2014 | NOR  | Thomas Ulsrud Torger Nergård Christoffer Svae Håvard Vad Petersson Markus Høiberg | SWE    | Oskar Eriksson Kristian Lindström Markus Eriksson Christoffer Sundgren Gustav Eskilsson | SUI   | Peter de Cruz Benoît Schwarz Dominik Märki Valentin Tanner Claudio Pätz                |
| 2015 | SWE  | Niklas Edin Oskar Eriksson Kristian Lindström Christoffer Sundgren Henrik Leek    | NOR    | Thomas Ulsrud Torger Nergård Christoffer Svae Håvard Vad Petersson Markus Høiberg       | CAN   | Pat Simmons John Morris Carter Rycroft Nolan Thiessen Tom Sallows                      |
| 2016 | CAN  | Kevin Koe Marc Kennedy Brent Laing Ben Hebert Scott Pfeifer                       | DEN    | Rasmus Stjerne Johnny Frederiksen Mikkel Poulsen Troels Harry Oliver Dupont             | USA   | John Shuster Tyler George Matt Hamilton John Landsteiner Kroy Nernberger               |
| 2017 | CAN  | Brad Gushue Mark Nichols Brett Gallant Geoff Walker Tom Sallows                   | SWE    | Niklas Edin Oskar Eriksson Rasmus Wranå Christoffer Sundgren Henrik Leek                | SUI   | Peter de Cruz Benoît Schwarz Romano Meier Valentin Tanner Claudio Pätz                 |
| 2018 | SWE  | Niklas Edin Oskar Eriksson Rasmus Wranå Christoffer Sundgren Henrik Leek          | CAN    | Brad Gushue Mark Nichols Brett Gallant Geoff Walker Tom Sallows                         | SCO   | Bruce Mouat Grant Hardie Bobby Lammie Hammy McMillan, Jr. Ross Paterson                |
| 2019 | SWE  | Niklas Edin Oskar Eriksson Rasmus Wranå Christoffer Sundgren Daniel Magnusson     | CAN    | Kevin Koe Colton Flasch Brendan Neufeld Ben Hebert Ted Appelman                         | SUI   | Peter de Cruz Benoît Schwarz Sven Michel Valentin Tanner Claudio Pätz                  |
| 2021 | SWE  | Niklas Edin Oskar Eriksson Rasmus Wranå Christoffer Sundgren Daniel Magnusson     | SCO    | Bruce Mouat Grant Hardie Bobby Lammie Hammy McMillan, Jr. Ross Whyte                    | SUI   | Peter de Cruz Benoît Schwarz Sven Michel Valentin Tanner Pablo Lachat                  |
| 2022 | SWE  |                                                                                   | CAN    |                                                                                         | ITA   |                                                                                        |
| 2023 | SCO  |                                                                                   | CAN    |                                                                                         | SUI   |                                                                                        |
| 2024 | SWE  |                                                                                   | CAN    |                                                                                         | ITA   |                                                                                        |